# Pfarrkirche Tribuswinkel

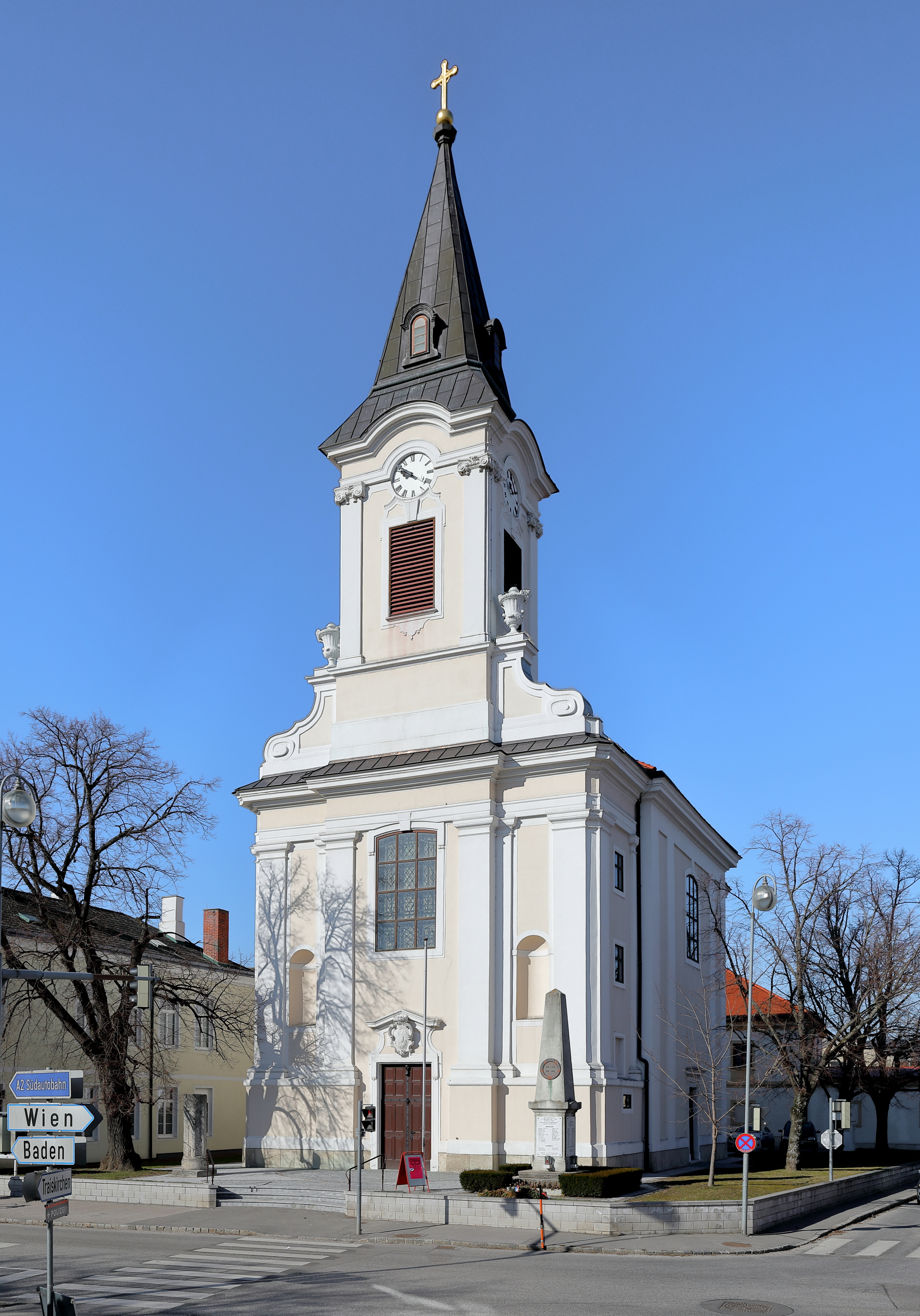
Pfarrkirche hl. Wolfgang in Tribuswinkel

Die römisch-katholische Pfarrkirche Tribuswinkel in Tribuswinkel, ein Ortsteil von Traiskirchen im Bezirk Baden in Niederösterreich steht unter dem Patrozinium des heiligen Wolfgang. Die Pfarre Tribuswinkel gehört zum Dekanat Baden im Vikariat Unter dem Wienerwald der Erzdiözese Wien. Das Bauwerk steht unter Denkmalschutz.

## Geschichte
Der Ort wurde 1136 mit Jubort de Tribanswinchele zum ersten Mal urkundlich in der Gründungsurkunde des Stifts Heiligenkreuz genannt. Die Tribuswinkler waren Ministeriale der Babenberger und erloschen nach 1329 mit Wichard de Tribanswinchel. Wolfgang von Winden erwarb 1359 das Dorf, ließ 1365 eine kleine gotische Kirche errichten und gründete 1368 die Pfarre Tribuswinkel. 1531 kam der Ort in den Besitz der Starhemberg, die bis heute das Patronat ausüben. 1587 erwarb der reiche Wiener Handelsherr Georg Federl die Herrschaft und trat mit allen Untertanen zum Protestantismus über. Die Pfarre war ein wichtiger Mittelpunkt protestantischen Lebens im Viertel unter dem Wienerwald. Viele angesehene Protestanten ließen sich hier bestatten, davon zeugen noch etliche Grabplatten an der Kirchenaußenmauer. Im Jahr 1640 musste der letzte evangelische Prediger die Pfarre verlassen.
1700/01 zerstörte ein Brand Kirche und Pfarrhof, 1730 bis 1732 ließ Guido von Starhemberg die Kirche nach Plänen des Hofarchitekten Anton Erhard Martinelli erbauen. Nach einem Brand 1877 wurde der barocke Turmhelm durch einen Pyramidenhelm ersetzt.

## Architektur
Die Pfarrkirche liegt im Westen des dreieckigen Dorfangers, auf einem erhöhten Platz, dem 1816 aufgelassenen ehemaligen Friedhof.
Die Kirche ist eine barocke Saalkirche mit eingezogenem Westchor und in Längsachse angebauter Sakristei. Der fast quadratische Zentralraum ist mit einem querrechteckigen Platzlgewölbe überwölbt. Die Ecken sind abgerundet und mit Pilastern gerahmt, darüber ist ein profiliertes Gebälk. Das Emporenjoch ist schmäler als das Langhaus, sodass der Stiegenaufgang und ein Nebenraum noch Platz hat. Eine Stichkappentonne trägt die Orgelempore. Der  querrechteckige Chor ist ebenfalls platzlgewölbt, in den Ecken stehen Pilaster, zwischen denen vorgestellte Säulen aus Stuckmarmor einen Dreiecksgiebel tragen. Darüber ist das Auge Gottes in Wolken mit Putti und goldenen Strahlen.
1999 bis 2002 wurde die Kirche durchgeschnitten und gegen Feuchtigkeit isoliert, das Dach wurde erneuert und die Inneneinrichtung restauriert. 2003 wurde die Fassade saniert und der Kirchenplatz neu gestaltet.

## Ausstattung
Das Hochaltarbild hat Paul Troger gemalt und zeigt die Glorie des Hl. Wolfgang, der Tabernakel mit den Engelsfiguren stammt aus der Mitte des 19. Jahrhunderts. Die Seitenaltäre zeigen links die Kreuzigung und rechts die Kreuzabnahme (Mater dolorosa). Die polygonale Kanzel hat vereinfachte Voluten. Der Führich-Kreuzweg wurde 1870 aufgehängt. Das Deckengemälde hat Hans Fischer 1932 anlässlich der 200-Jahr-Feier geschaffen und zeigt den Tod des Hl. Wolfgang.
Die Orgel mit elf Registern von 1830 wurde 1895 von Guntramsdorf hierher gebracht.

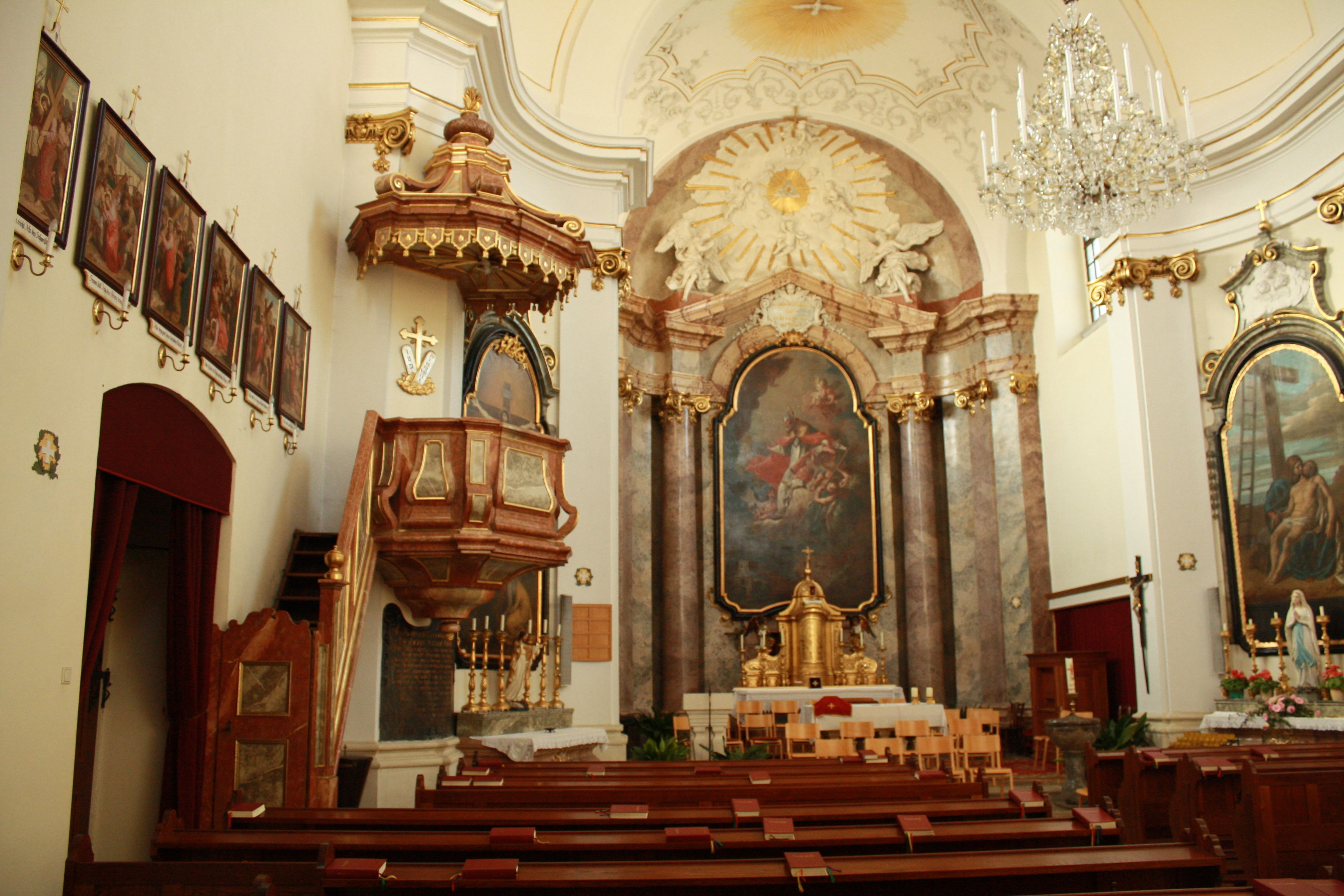
Innenansicht
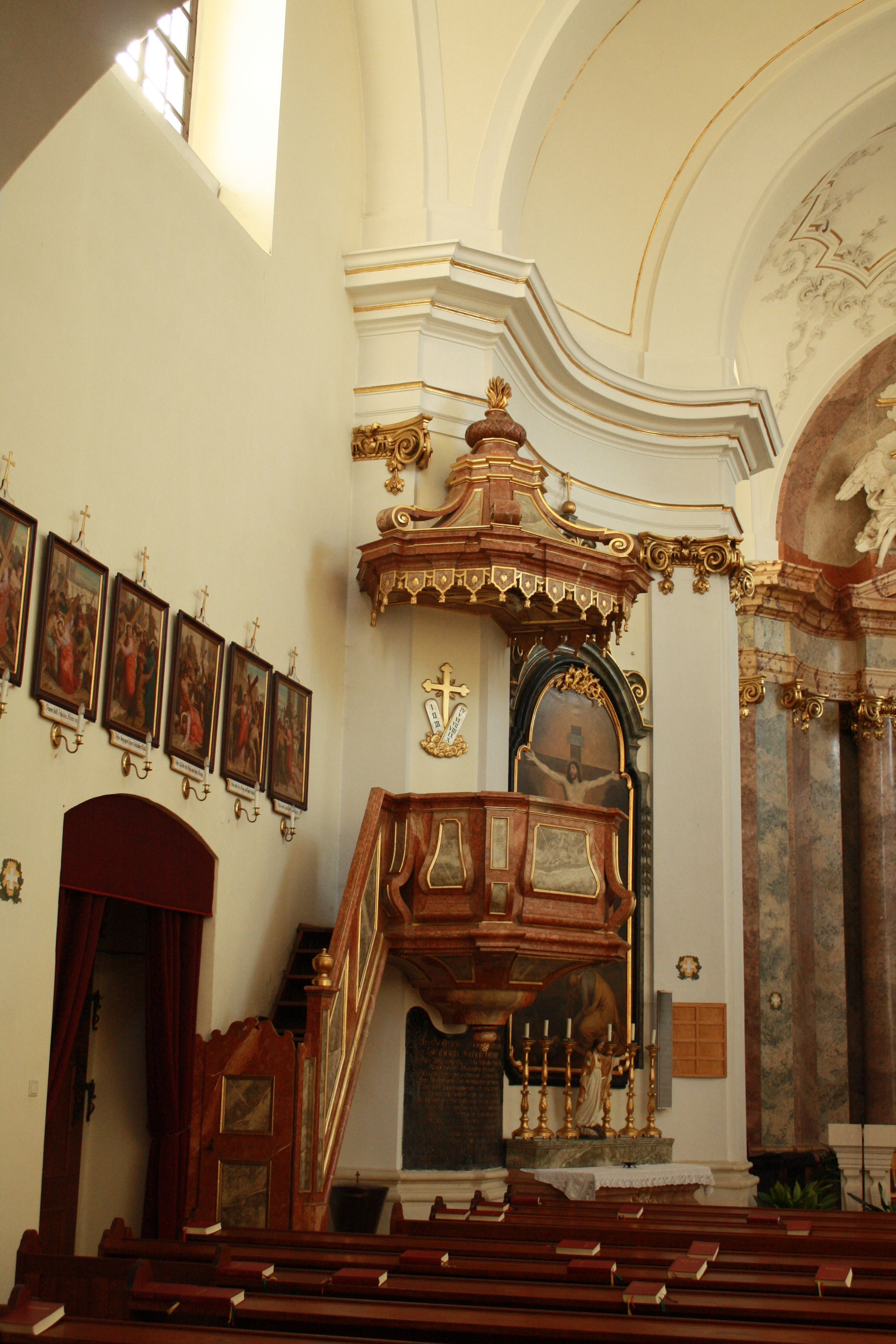
Kanzel und Kreuzweg
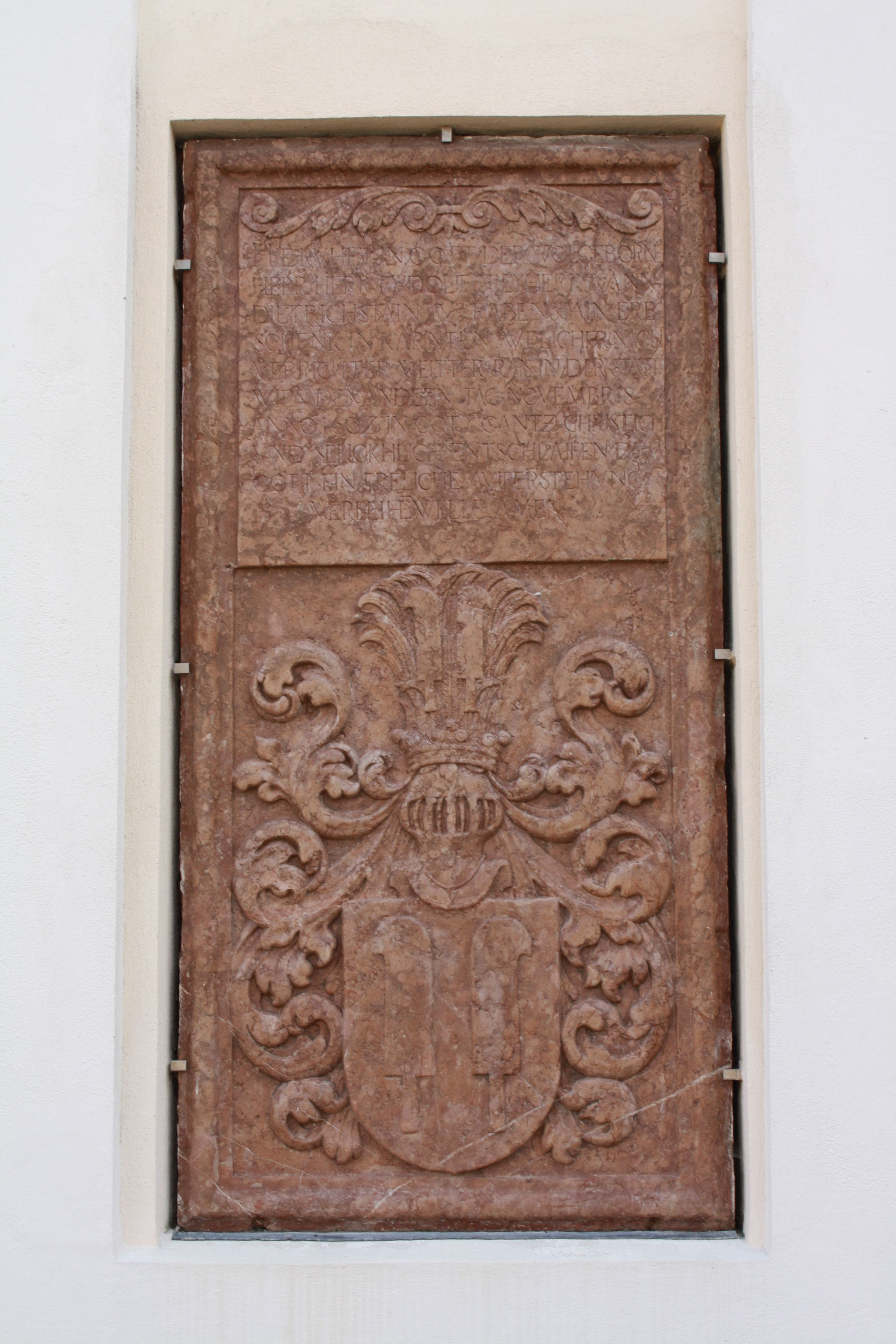
Grabplatte Rudolf Freiherr von Dietrichstein auf Rabenstein 1602
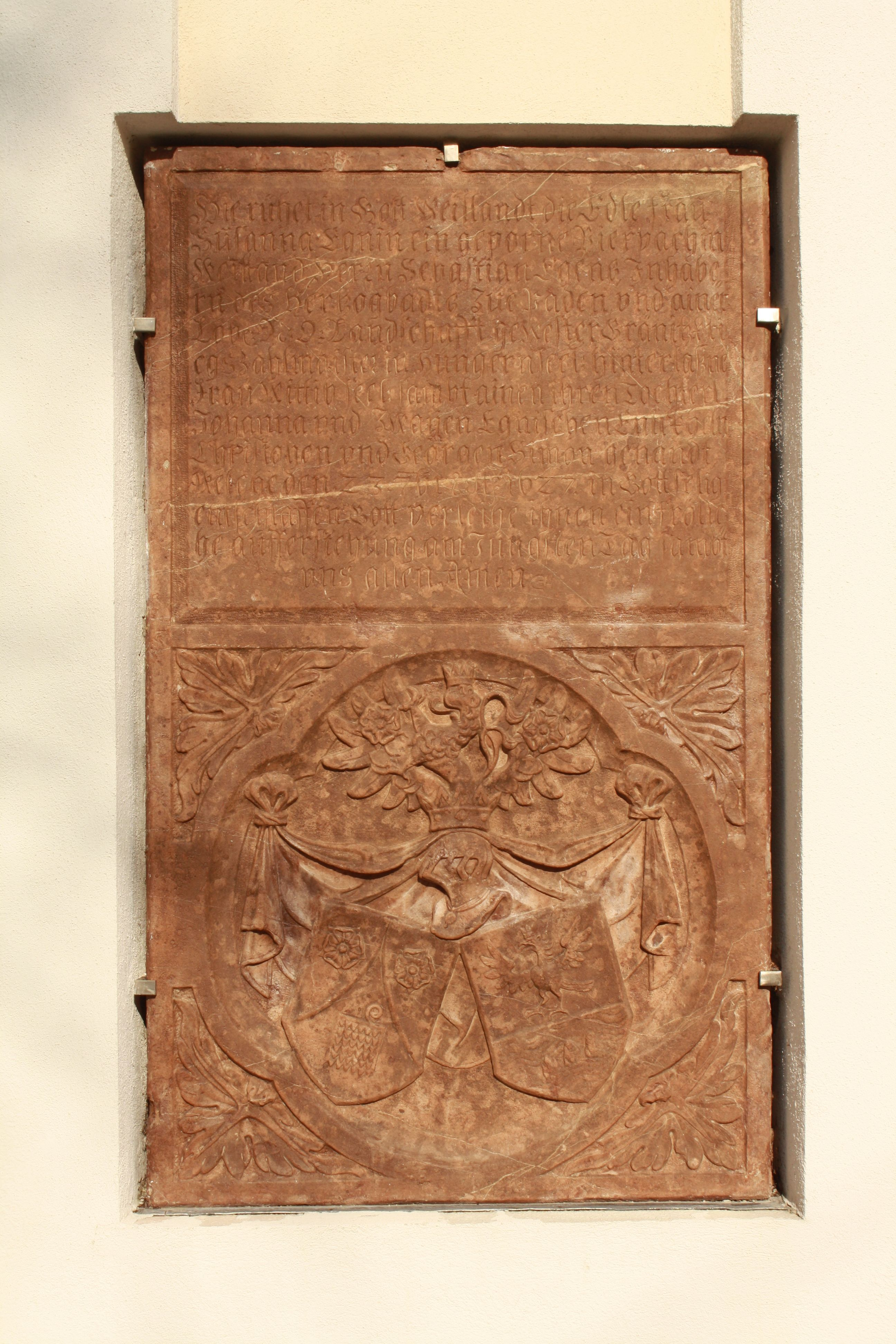
Grabplatte Susanna Egnin geb. Pierpachin 1627